# Baar (Schwaben)
Baar (Schwaben) är en kommun och ort i Landkreis Aichach-Friedberg i Regierungsbezirk Schwaben i förbundslandet Bayern i Tyskland.
Kommunen ingår i kommunalförbundet Pöttmes tillsammans med köpingen Pöttmes.